# Club athlétique des sports généraux Paris (volley-ball)
Le club athlétique des sports généraux Paris est ancien club français de volley-ball section du club omnisports aujourd'hui nommé Paris Jean-Bouin. Les sections masculine et féminine ont fait partie de l'élite nationale pendant plusieurs années. La professionnalisation du volley-ball a provoqué son déclin jusqu’à sa disparition lors du changement de propriétaire entre la Société générale et le Groupe Lagardère.

## Palmarès

### Masculin
- Championnat de France de Nationale 1B (1)
  - Vainqueur : 1990
- Championnat de France de Nationale 2
  - Vainqueur : 1978, 1982

### Féminin
- Championnat de France 
  - Finaliste : 1983, 1984, 1985

## Joueurs renommés ou marquants
La Famille Henno a été en grande partie fondatrice du club et a permis l'avènement du club dans les années 80/90 notamment avec des accessions en 1A et le titre de champion 1B. Plusieurs joueurs de renom français et étrangers ont porté les couleurs du club (Bielawski, Meawad, Prevel, Larcher, Henno O., Lecat (juniors), Berger, Gaumet L. et S. entre autres qui ont grandi et progressé au sein de ce club formateur de talents).
À l'heure actuelle on se doit de nommer Hubert Henno 250 présences en Équipe de France et un des 3 fils de Henry et Michelle Henno est passé en benjamins minimes dans la section du CASG, comme étant LE joueur marquant encore en activité.

## Note et référence
1. ↑  Seuls les principaux titres en compétitions officielles sont indiqués ici.